# Verdosa Septiembre
Verdosa Septiembre es el nombre de una variedad cultivar de manzano (Malus domestica). Esta manzana es originaria de Galicia, está cultivada en la colección de árboles frutales y banco de germoplasma de Mabegondo con el Nº 100; ejemplares procedentes de esquejes localizados en el San Xián de Veiga, parroquia del municipio A Pobra do Brollón (Lugo).

## Sinónimos
- "Manzana Verdosa Septiembre",[4][5]
- "Maceira Verdosa Septiembre".

## Características
El manzano de la variedad 'Verdosa Septiembre' tiene un vigor vigoroso. Tamaño grande y porte erguido.
Época de inicio de brotación a partir del 16 de abril y de floración a partir de 2 de mayo.
Las hojas tienen una longitud del limbo de tamaño medio, con la máxima anchura del limbo es media. Longitud de las estípulas es larga y la máxima anchura de las estípulas es ancha. Denticulación del borde del limbo es serrado, con la forma del ápice del limbo acuminado y la forma de la base del limbo es agudo. Con subestípulas presentes.
Sus flores tienen una longitud de los pétalos media, anchura de los pétalos es media, disposición de los pétalos en contacto
entre sí, con una longitud del pedúnculo media.
La variedad de manzana 'Verdosa Septiembre' tiene un fruto de tamaño medio, de forma plana-globosa, de color amarillo, sin chapa. Epidermis de textura suave, con pruina en su superficie y con presencia de cera media. Sensibilidad al "russeting" (pardeamiento áspero superficial que presentan algunas variedades) muy poco sensible. Con lenticelas de tamaño mediano.
Los sépalos están dispuestos de forma parcialmente replegados, y superpuestos en su base; su fosa calicina es poco profunda y de una anchura estrecha. Pedúnculo de grosor medio y de longitud corto, siendo la cavidad peduncular de una profundidad poco profunda y de anchura estrecha. Con pulpa de color blanca, cuya firmeza es intermedia y su textura intermedia; su jugosidad es jugosa, con sabor de acidez media, y aromática.
Época de maduración y recolección es el 26 de agosto. 'Verdosa Septiembre' es una manzana que su destino es la conservación de esta variedad en el banco de germoplasma de Mabegondo como reserva genética.

## Susceptibilidades
- Oidio: ataque débil
- Moteado: no presenta
- Raíces aéreas: no presenta
- Momificado: ataque medio
- Pulgón lanígero: no presenta
- Pulgón verde: ataque medio
- Araña roja: no presenta
- Chancro del manzano: no presenta[3]